# Hoplopleura enormis
Hoplopleura enormis är en insektsart som beskrevs av Kellogg och Ferris 1915. Hoplopleura enormis ingår i släktet Hoplopleura och familjen gnagarlöss. Inga underarter finns listade i Catalogue of Life.